# Uranosz
Uranosz (ógörögül: Οὐρανός) a görög mitológiában az istenek első nemzedékéhez tartozik, az ég istene. A római mitológiában Uranus vagy Caelum a megfelelője.
- Szülei: Aithér és Hémera (egyes mítoszokban viszont Gaia szülte magából)
- Felesége: szintén Gaia, aki anyja és felesége is volt egyben.
- Uranosz és Gaia gyermekei: a hekatonkheirek, küklópszok, titánok és titaniszok.

Mivel Uranosz félt attól, hogy gyermekei a hatalmára törnek, bezárta őket a föld mélyébe, a Tartaroszba. De Gaia fellázította a gyermekeket és a legfiatalabb titán, Kronosz, aki még szabad volt, a Gaiától kapott gyémántsarlóval megcsonkította apját (levágva annak nemi szervét). A kiömlő vércseppekből lettek az erinnüszök: Aléktó, Tisziphoné és Mégaira és a gigászok. Egy másik változat szerint Uranosznak a tengerbe hullott hímtagjából született Aphrodité. Egy további mítosz szerint az ezüsttojásból született Erósz, a vonzalom és a szeretet istene, aki magányától elborzadva visszabújt az ezüsttojásba, hívta életre Uranoszt, az ég, és Gaiát, a föld istenét.